# Газопровід Ясси — Унгени
Газопровід Ясси — Унгени — трубопровід, який сполучив газотранспортні системи Румунієї та Молдови.
Будівництво газопроводу почалося 27 серпня 2013 року. У липні 2014-го він був завершений та випробуваний. Офіційне відкриття відбулось 27 серпня 2014 року, в чергову річницю проголошення незалежності Молдови та рівно через рік після початку будівництва, в присутності прем'єр-міністрів Республіки Молдова та Румунії Юріє Лянке і Віктора Понта відповідно та єврокомісара з питань енергетики Гюнтера Етінгера. Вартість об'єкту склала трохи більше за 26 млн євро.
Газопровід має довжину 44 км (в тому числі 33 км по румунській території) та виконаний в діаметрі труб 500 мм. , а потужність газопроводу — до 1,5 млрд кубометрів газу в рік.
З допомогою газопроводу Ясси — Унгени Молдова розраховує забезпечити диверсифікацію поставок газу. За розрахунками молдавської влади, на першому етапі це може знизити залежність Молдови від російського блакитного палива з 100 % до 95 %, при цьому румунський газ отримуватимуть лише мешканці прикордонних Унгенського і Фалештського районів Молдови. Для завершення інтеграції газотранспортних мереж двох країн молдавській стороні було необхідно побудувати газопровід Унгени — Кишинів (став до ладу в 2020-му) та прокласти нову нитку на трасі Унгени — Бельці.
22 грудня 2014 року Молдова підписала контракт на реверсні поставки газу з Румунії трубопроводом Ясси — Унгени з січня 2015-го року. Відповідну угоду підписали постачальник «блакитного палива» — румунське підприємство OMV «Petrom gaz» і молдавська держкомпанія «Energocom». Вартість поставленого ресурсу складатиме 227 доларів за тисячу кубометрів. Для порівняння, в 2015 році газ з Росії мав коштувати для Молдови 332 долара за тисячу м3.